# Карасаева, Айша Султаналиевна
Айша Султаналиевна Карасаева (Тюменбаева) — киргизская киноактриса, сыгравшая впервые главную роль в полнометражном игровом фильме «Крытый фургон», ученый-филолог, а также профессиональная стенографистка-машинистка на кыргызском и русском языках, автор первого учебника стенографии в тюркоязычном мире. Методика изучения и преподавание стенографии кыргызского языка было разработано Айшой Карасаевой, а также учебник по стенографии кыргызского языка. На протяжении тридцати лет она преподавала стенографию в Кыргызском государственном пединституте (1949—1979 год).

## Биография
Айша Карасаева родилась 8 марта 1912 года в селе Талды-Суу (Тюпский район). Её отец был директором школы и просветителем. В 1916 году её отдали в детский сад после трагических событий и возвращения из Китая. В возрасте 13 лет Айша снялась в фильме по сценарию Лолахан Сейфуллиной «Крытый фургон» от студии Узбекгоскино, где она сыграла главную роль, потому что в Киргизию периодически приезжали на съёмки кинематографисты различных кинофабрик страны, но особенно оживилась их деятельность на территории республики в конце 1920-х — начале 1930-х годов. Причиной тому было создание в 1928 году акционерного общества «Востоккино», куда вошла наряду с другими автономными республиками и Киргизия. А в 1932 году Айша Карасаева окончила рабфак в Ленинграде.
Спутником Айши был ученый, лингвист-тюрколог и государственный деятель Кусеин Карасаев, они познакомились в доме её отца, который собирал у себя молодежь, тянувшуюся к знаниям. Они поженились в 1930 году, у них появилось трое прекрасных дочерей и прожили они вместе 70 лет. Она предпочла семейную жизнь актёрской карьере, но их семейная жизнь была насыщенной и временами трудной. Сама Айша вспоминает через что им пришлось пройти, рассказывая как её мужа сняли с работы, исключили из партии и всю семью посадили под домашний арест, затем через несколько лет её мужа посадили за решетку.
Несколько лет Айша с мужем прожили в России, потому что Кусеину нужно было переехать для работы над словарем с Юдахиным. За это время она не стояла на месте, а начала изучать учебник по стенографии русского языка, в последующем автор данного учебника и уговорил её подготовить учебник по стенографии киргизского языка, который был издан намного позже, в 1960 году. Айша изучила стенографию на курсах, была правой рукой и помощником мужа, записывая его работы и редактируя их, а после его смерти она разбирала все материалы и спустя время и кропотливый путь, на свет вышло ещё восемь книг Кусеина Карасаева.
Айша и Кусеин Карасаевы вырастили троих дочерей. Старшая дочь Людмила является заслуженным учителем Киргизской ССР, средняя дочь Галина — кандидат химических наук, заслуженный рационализатор Киргизской ССР, а младшая дочь Алтынай пошла по стопам отца и является профессором.
Айша Карасаева ушла из жизни на 103-м году жизни 10 сентября 2014 года. Гражданская панихида прошла в городе Каракол, в драматическом театре им К.Жантошева. Айша Карасаева похоронена рядом с могилой своей дочери.